# Dragan Vasiljković

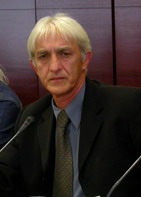
Dragan Vasiljković (2005)

Dragan Vasiljković (serbisch-kyrillisch Драган Васиљковић; * 12. Dezember 1954 in Belgrad, Jugoslawien), Deckname Daniel Snedden, Kampfname Kapetan Dragan („Hauptmann Dragan“), war der Kommandant der sogenannten „Knindže“, einer serbischen paramilitärischen Polizeieinheit der völkerrechtlich nicht anerkannten Republik Serbische Krajina während des Kroatienkrieges.
Laut eigener Aussage vor dem Internationalen Strafgerichtshof für das ehemalige Jugoslawien (ICTY) wurde Vasiljković vom Milošević-Regime nach Kroatien entsandt, um den Widerstand der dortigen serbischen Minderheit gegen eine Unabhängigkeit Kroatiens von Jugoslawien zu unterstützen.
Vasiljković wurde 2006 in Australien verhaftet, 2015 an Kroatien ausgeliefert und 2018 zu einer Haftstrafe von 13,5 Jahren verurteilt, die er als Reststrafe bis zum März 2020 verbüßte.

## Werdegang
Der Serbe Vasiljković wanderte 1969 nach Australien aus und erwarb die australische Staatsbürgerschaft.
Er war Militärberater in Tansania und Angola und kam 1990 als serbischer Nationalist in das mehrheitlich von Serben bewohnte Knin (Kroatien), als sich die Unabhängigkeitsbestrebungen Kroatiens abzeichneten. Weil er mit einem Schiff unterwegs war, gab er sich den Namen Kapetan Dragan, Kapitän Dragan.
Zu Beginn des Kroatienkrieges kehrte er im Jahr 1991 nach Serbien zurück. Ab April 1991 war Vasiljković der Kommandant der paramilitärischen Einheit „Knindže“, einer Spezialeinheit der Polizei (Specijalne jedinice milicije – SJM) des De-facto-Regimes der Republik Serbische Krajina. Diese etwa 1000 Mann starke Einheit beteiligte sich unter anderem im Jahr 1990 an Angriffen auf den kroatischen Bezirk Zadar und 1991 an der Schlacht um Vukovar. Im Sommer 1991 gründete er die humanitäre Organisation „Fonds Kapetan Dragan“, die serbische Kriegsopfer unterstützen sollte, und kandidierte im gleichen Jahr für das Amt des serbischen Präsidenten.
Im Februar 1993 errichtete Vasiljković ein Ausbildungszentrum der SJM in Knin. Noch kurz vor ihrer Zerschlagung durch kroatische Truppen in der Operation Oluja wurde die SJM Vasiljkovićs im Juni 1995 zu einer Brigade innerhalb des Spezialeinheit-Korps der Serbischen Armee der Krajina umgeformt.
Im Jahr 2004 kehrte er nach Australien zurück und lebte unter dem Decknamen Daniel Snedden als Golflehrer in Perth.

## Anschuldigung wegen Kriegsverbrechen
Vasiljković wurde von Kroatien wegen mutmaßlicher Kriegsverbrechen steckbrieflich gesucht, da er an der ethnischen Säuberung in Kroatien beteiligt gewesen sein soll. Zudem werden ihm Vergewaltigungen in Zvornik (Bosnien-Herzegowina) zur Last gelegt. Vasiljković wird beschuldigt, im Juni und Juli 1991 gefangen genommene Angehörige der kroatischen Armee gefoltert und getötet zu haben. Weiterhin sollen bei einem Angriff auf einen kroatischen Polizeiposten in der Stadt Glina im Juli 1991, den Vasiljković persönlich anführte, und während des Angriffs auf die kroatischen Städte Gornji Viduševac und Donji Viduševac mehrere Zivilisten und der deutsche Journalist Egon Scotland getötet worden sein. Es kam auch zu Brandstiftungen und Plünderungen. Laut dem Gerichtsurteil in Split sei er an dem Tod von Egon Scotland schuldig. Mit einem Journalistenkollegen war Scotland am 26. Juli 1991 bei Jukinac in einen Hinterhalt geraten und von serbischen Scharfschützen tödlich in den Bauch getroffen worden.

## Verhaftungen und Abschiebung
Nachdem ihn eine australische Journalistin enttarnt hatte, wurde Vasiljković aufgrund des kroatischen Haftbefehls am 20. Januar 2006 in Sydney verhaftet. Zu diesem Zeitpunkt stand noch nicht fest, ob er nach Kroatien ausgeliefert wird, wo er wegen mutmaßlicher Kriegsverbrechen angeklagt werden sollte.
Am 3. Februar 2009 legte Vasiljković Beschwerde gegen die Auslieferung an Kroatien ein, welche allerdings abgelehnt wurde. Am 2. September 2009 verweigerte ein australisches Gericht die Auslieferung mit der Begründung, in Kroatien erwarte ihn kein gerechter Prozess und entließ ihn am 4. September desselben Jahres gegen die Zahlung einer Kaution aus der Untersuchungshaft. Ende März 2010 entschied der Oberste Gerichtshof Australiens, dass Vasiljković nach Kroatien ausgeliefert werden kann. Einer zweiten Verhaftung entzog er sich zunächst durch eine 40-tägige Flucht, bevor man den untergetauchten Vasiljković am 12. Mai 2010 in Australien wieder festnehmen konnte.
Im November 2012 entschied der australische Justizminister, dass Vasiljković nach Kroatien ausgeliefert werden soll. Die gegen ihn erhobenen Vorwürfe bestritt Vasiljković. Seine Verteidigung befürchtete, dass ihn kein fairer Prozess erwartet.
Nach einem neun Jahre dauernden juristischen Kampf wurde Vasiljković am 8. Juli 2015 an Kroatien ausgeliefert.

## Prozess und Haftstrafe
Am 20. September 2016 begann der Prozess vor dem Gespanschaftsgericht in Split. Im September 2017 wurde er durch das Kreisgericht Split zu 15 Jahren Haft verurteilt. Der Richter Damir Romac sagte während der Urteilsverkündung: „Alle Zeugen haben in gleicher Weise die schlimmen Zustände im Gefängnis beschrieben und was die Aufseher betrifft, haben sie diese als sogenannte Kninjas beschrieben“. 60 Zeugen wurden verhört; die Akten umfassten 40.000 Seiten. Vor Gericht hatte Vasiljkovic alles bestritten und den Prozess als politisch motiviert bezeichnet. Das Fehlen der Einsicht sei laut dem Gericht in Split in das Urteil eingeflossen. Letztinstanzlich wurde Vasiljković 2018 wegen Kriegsverbrechen zu 13,5 Jahren Haft verurteilt. Die Jahre in der Untersuchungshaft in Kroatien und Australien wurden ihm angerechnet. Nach vollständiger Verbüßung seiner Haftstrafe wurde er am 28. März 2020 aus dem Gefängnis entlassen und nach Serbien abgeschoben.